# Rittberg (Adelsgeschlecht)

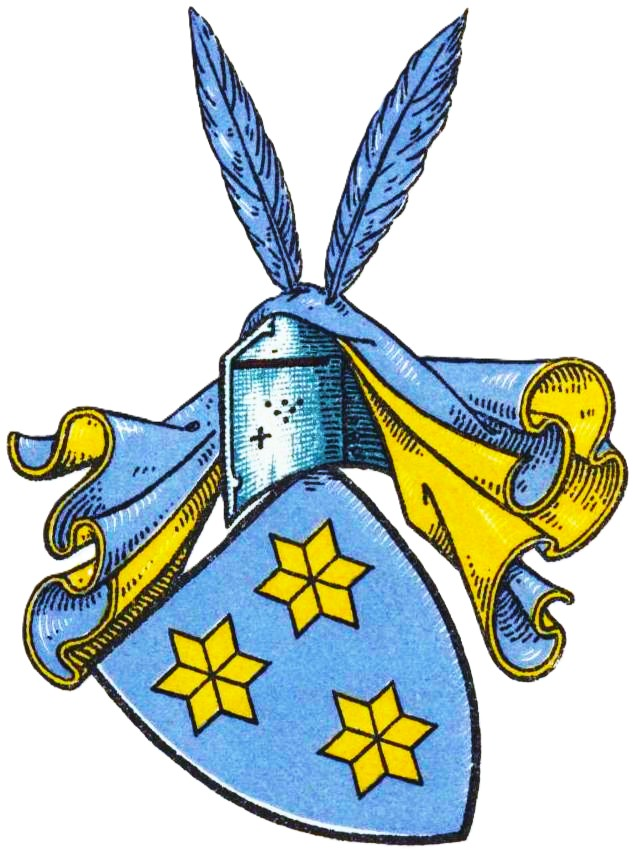
Stammwappen derer von Rittberg (Retberg) im Wappenbuch des Westfälischen Adels

Rittberg (früher auch Retberg) ist der Name eines ursprünglich westfälischen Adelsgeschlechts. Die Familie, deren Zweige zum Teil bis heute bestehen, gelangte später vor allem in Preußen, aber auch in Polen und Mecklenburg, zu Besitz und Ansehen.

## Geschichte

### Herkunft
In älterer Literatur wird eine Abstammung der Familie von dem 1562 erloschenen Grafengeschlecht von Rietberg vermutet. Demnach soll der letzte Graf Johann von Rietberg in zweiter Ehe mit Maria von Sinzemann verheiratet gewesen sein. Deren Nachkommen, die sich von Rittberg genannt und in Preußen niedergelassen hatten, hätten wegen der nicht standesgemäßen Ehe eines regierenden Reichsgrafen mit einem Fräulein aus niederem Adel keinen Grafentitel geführt.
Gemäß dem Genealogischen Handbuch des Adels erscheint das Geschlecht jedoch bereits 1405 mit dem zu Lippstadt ratsgesessenen Hermann von dem Redberge erstmals urkundlich. Gobel Redberg erhielt 1651 das Bürgerrecht der Stadt Soest. Dessen Sohn Johann Rembert Rettberg (1654–1734), Herr auf Sassendorf, Bürgermeister von Soest und königlich dänischer Hauptmann a. D., erhielt am 1. Mai 1717 zu Berlin eine preußische Adelsanerkennung in Form einer Adelserneuerung als „von Rettberg“.

### Ausbreitung und Persönlichkeiten
Johann Rembert Rettberg heiratete 1697 Helene Elisabeth von Münnich (1679–1734), die älteste Schwester des kaiserlich russischen Generalfeldmarschalls Burkhard Christoph von Münnich. Aus der Ehe kamen die drei Söhne Anton Günther Albrecht, Johann Dietrich Arnold und Johann Wilhelm Florens, die 1751 in den preußischen Grafenstand erhoben wurden. Anton Günther Albrecht Graf von Rettberg (* 1693), Herr auf Littschen, starb 1763 als königlich polnischer Generalmajor und Oberst der Krongarde. Er heiratete 1738 Dorothea Sophie von Bardeleben (1701–1765). Mit dem Tod ihres Sohnes Johann Burchard Theodor Graf Rittberg (* 1735), Herr auf Littschen sowie königlich polnischer Kammerherr und Oberst, am 26. Januar 1771 erlosch ihre Nachkommenschaft im Mannesstamm. Johann Dietrich Arnold Graf von Rittberg, Herr auf Vietzow und Wutzow in Pommern, wurde königlich preußischer Oberst. Er war in erster Ehe seit 1751 mit Wilhelmine Dorothea von Kunow (1729–1752) und in zweiter Ehe seit 1753 mit Auguste Freiin von Eickstedt aus dem Haus Rothenklempenow (1728–1784) verheiratet. Johann Wilhelm Florens Graf von Rittberg (1719–1791) nahm 1756 als königlich preußischer Hauptmann seinen Abschied und verstarb, ohne Nachkommen zu hinterlassen.
Die heutigen Grafen von Rittberg sind alle Nachkommen des Grafen Johann Wilhelm Ludwig von Rittberg (1752–1831). Von seinen Söhnen konnten die drei Grafen Heinrich Karl Ludwig August (vormals märkische Linie), Georg Albrecht (preußische Linie) und Johann Wilhelm Ferdinand (schlesische, vormals Mecklenburg-pommersche Linie) den Stamm fortsetzen. Johann Wilhelm Ludwig Graf von Rittberg, Herr auf Sydow und Schönfeld in der Mittelmark, später auf Adamsdorf in der Neumark, war in zweiter Ehe seit 1790 mit Charlotte von Beeren (1760–1832) verheiratet. Aus der Verbindung gingen mehrere Söhne hervor.

#### Vormals märkische Linie
Das gräfliche Haus blühte Mitte des 18. Jahrhunderts in drei Linien in der Mark Brandenburg, in Preußen und in Mecklenburg-Pommern. Letztere gelangte auch nach Schlesien. Aus der märkischen, lutherischen Linie kam Heinrich Karl Ludwig August Graf von Rittberg (1790–1866), königlich preußischer Major und Sohn des Grafen Johann Wilhelm Ludwig Wilhelm von Rittberg (1752–1831), königlich preußischer Hauptmann, aus der Ehe mit Caroline von Beeren. Er heiratete 1821 Henriette Friederike Wilhelmine von Netz (1796–1876). Das Paar hatte neben fünf Töchtern die vier Söhne Ferdinand, Oscar, Benno Ernst Ottokar (1834–1868) und Alfons Ludwig Eduard (1836–1910). Tochter Hedwig von Rittberg (1839–1896) wurde Krankenschwester und Gründerin des „Hilfsschwestern-Vereins“, der späteren DRK-Schwesternschaft Berlin. Von ihren Brüdern wurde Ferdinand Graf von Rittberg (* 1826) königlich preußischer Hauptmann und Alfons Ludwig Eduard Graf von Rittberg Grundbesitzer zu Neusaatz in Ungarn. Aus seiner 1860 geschlossenen Ehe mit Mariette von Harisch stammte Sohn Duschan. Benno Ernst Ottokar Graf von Rittberg, königlich preußischer Premierleutnant, heiratete 1859 Anna Maria Karolina vom Berge (1825–1913) und hinterließ neben der Tochter Anna Ida Hedwig von Rittberg (1863–1933) die Söhne Gotthelf August Benno Ludwig (1860–1931) und Georg Dietrich Eugen (1861–1899).

#### Preußische Linie
Georg Albrecht Graf von Rittberg (1758–1812) war königlich preußischer Hauptmann und Landschaftsrat der marienwerder Landschaft sowie Herr auf Stangenberg, Pirklitz, Balau, Linken und Rohdau in Westpreußen, wo die Familie bereits 1750 das Inkolat erhielt. Er heiratete in erster Ehe 1788 Anna Elisabeth Schach von Wittenau (1760–1793), aus der Heinrich Georg Eduard Karl Graf von Rittberg entstammte und in zweiter Ehe, seit 1794, Henriette von Steinwehr (1772–1834). Aus letzter entstammte Ludwig von Rittberg (1810–1850).
Aus der preußischen Linie kam Heinrich Georg Eduard Karl Graf von Rittberg (1789–1866), Sohn des 1812 verstorbenen Grafen Georg Albrecht von Rittberg (* 1758) und dessen Frau Anna Elisabeth, geborene Schach von Wittenau (1760–1793). Heinrich Georg Eduard Karl war königlich preußischer Landrat, Hauptmann und Generallandschaftsrat sowie Herr der Rittergüter Stangenberg, Balau und Höfchen im ehemaligen Landkreis Stuhm. Er heiratete 1816 Wilhemine von Fritze (1791–1868). Das Paar hatte, neben zwei Töchtern, drei Söhne. Sohn Heinrich Georg Adalbert Max Graf von Rittberg (1823–1897) wurde königlich preußischer Landrat des Kreises Stuhm und heiratete 1859 Anna von Vegesack (1841–1887). Aus dieser Ehe gingen zwei Söhne und vier Töchter hervor. Die Brüder von Heinrich waren die Grafen Woldemar von Rittberg (* 1829), königlich preußischer Leutnant, und Oswald von Rittberg (1832–1908). Letzterer war ebenfalls königlich preußischer Leutnant und Landrat des ehemaligen Landkreises Ueckermünde sowie Herr auf Albrechtsdorf. Aus seiner 1858 geschlossenen Ehe mit Hedwig Luise Emma von Enckevort aus dem Haus Vogelsang (1839–1909) kamen zwei Söhne. Namhaft ist der Besitz mit Schloss Balfanz in Pommern, der bis zu den Enteignungen 1945/46 gehalten werden konnte, letzter Eigentümer war Friedrich-Wilhelm Graf von Rittberg (1875–1944), verheiratet mit Monika von Moltke-Kreisau, aus der preußischen Linie.

#### Schlesische, vormals Mecklenburg-pommersche Linie
Aus der mecklenburgisch-pommerschen und später schlesischen Linie kam Graf Johann Wilhelm Ferdinand von Rittberg (1765–1840), Herr auf Warbelow in Mecklenburg, königlich schwedischer Hauptmann. Er heiratete 1794 Sophie Juliane Dorothea, geschieden von Ferber, von Güldner (1774–1882), Erbfrau auf Beselin und Fresendorf in Mecklenburg. Ihr Sohn Ludwig Graf von Rittberg (1797–1881) wurde königlich preußischer Wirklicher Geheimer Rat, erster Präsident des Appellationsgerichts zu Glogau sowie Kronsyndikus und Mitglied des Preußischen Herrenhauses auf Lebenszeit. Er heiratete 1823 Auguste von Eickstedt-Peterswaldt (1803–1881). Sie hinterließen zwei Töchter und zwei Söhne. Sohn Max Graf von Rittberg (* 1825) wurde königlich preußischer Hauptmann und Appellationsgerichtsrat zu Frankfurt an der Oder. Sein Bruder Graf Aurel Hugo von Rittberg (1827–1902), Herr auf Würchitz, Karitsch und Pudel bei Glogau, war königlich preußischer Kammerherr und Hauptmann. Aus seiner 1858 geschlossenen Ehe mit Wilhelmine Freiin von Block-Bibran (1821–1864), Erbherrin der Herrschaft Modlau bei Bunzlau in Schlesien, kam Konrad Nikolaus Friedrich Ludwig Max Graf von Rittberg (1861–1930).
Die Brüder des Grafen Ludwig Georg August (1797–1881) waren die Grafen Ernst Friedrich Anton (1807–1872) und Dietrich Ludwig Christoph Elias Martin (1813–1897). Ernst Friedrich Anton Graf von Rittberg, Herr auf Ober- und Niederposchlitz im Landkreis Kreuzburg, wurde königlich preußischer Oberstleutnant. Er heiratete 1836 Adelheid von Dewitz (1816–1886). Das Paar hatte neben sechs Töchtern vier Söhne, die Grafen Benno, Ernst, Karl Albert Friedrich August (1844–1911) und Leopold. Alle traten in königlich preußische Militärdienste. Sein Bruder Dietrich Ludwig Christoph Elias Martin Graf von Rittberg ließ sich in Mecklenburg nieder und heiratete 1865 in Berlin Adele Wanda Marie von Gräve (1865–1897).
Dazu gehören auch die Väter der sieben im Einschreibebuch des Klosters Dobbertin befindlichen gräflichen Töchter der Familie von Rittberg von 1826–1908 aus Warbelow, Beselin und Fresendorf zur Aufnahme in das adelige Damenstift im Kloster Dobbertin.

### Standeserhebungen
Die Brüder Anton Günter Albrecht, Oberst der polnischen Garde zu Fuß, Johann Dietrich Arnold, königlich preußischer Oberstleutnant im Dragonerregiment „von Alemann“, und Johann Wilhelm Florens von Rittberg, königlich preußischer Leutnant im Infanterieregiment „Fürst Anhalt von Dessau“, erhielten am 4. September 1751 von König Friedrich II. durch Allerhöchste Kabinettsorder den preußischen Grafenstand. Das Diplom wurde am 30. Dezember 1751 zu Berlin ausgestellt.

## Wappen

### Stammwappen
Das Stammwappen zeigt in Blau drei (2:1) sechsstrahlige goldene Sterne. Auf dem Helm mit blau-goldenen Decken zwei blaue Fasanenfedern.
Das später geführte gemehrte Wappen zeigt rechts in Silber einen an den Spalt gelehnten halben schwarzen Adler, links in Blau drei goldenen Sterne übereinander. Auf dem Helm mit blau-goldenen Decken zwei blaue Fasanenfedern.

### Gräfliches Wappen
Das 1751 verliehene gräfliche Wappen ist geviert und belegt mit einem roten Herzschild, darin ein goldener Adler (Wappen der ausgestorbenen westfälischen Grafen von Rietberg). 1 und 4 in Silber ein halber goldgekrönter und bewehrter schwarzer Adler am Spalt, 2 und 3 in Blau drei (2:1) fünfstrahlige goldene Sterne (Wappen der lippstädtischen von Retberg). Das Wappen hat zwei Helme, auf dem rechten mit schwarz-silbernen Helmdecken der goldene Adler, auf dem linken mit rot-goldenen Helmdecken eine blaue und eine rote Straußenfeder. Als Schildhalter zwei vorwärtssehende Geharnischte, die Helme mit vier roten Straußenfedern besteckt, in der Rechten bzw. Linken eine goldene Lanze haltend.

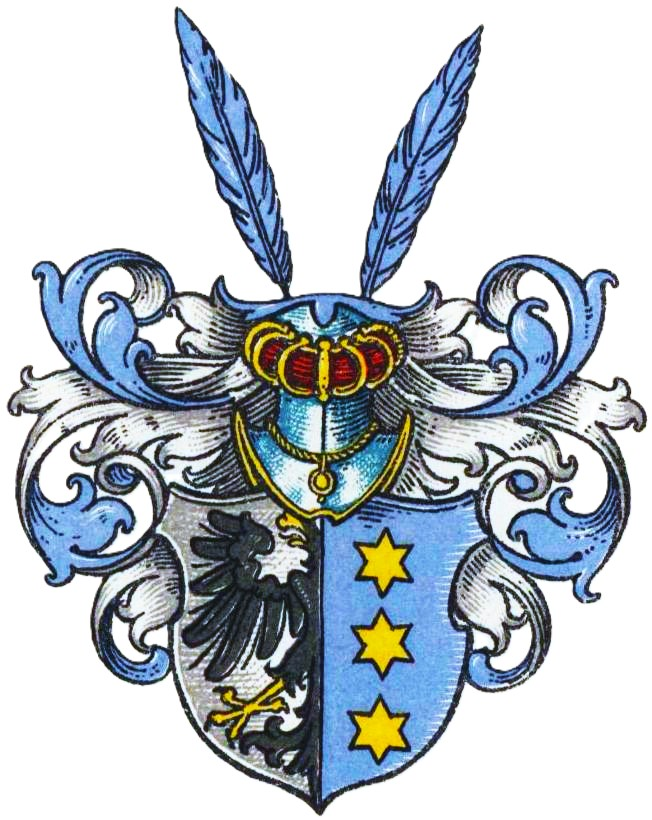
Gemehrtes (gespaltenes) Wappen derer von Rittberg (Retberg) im Wappenbuch des Westfälischen Adels
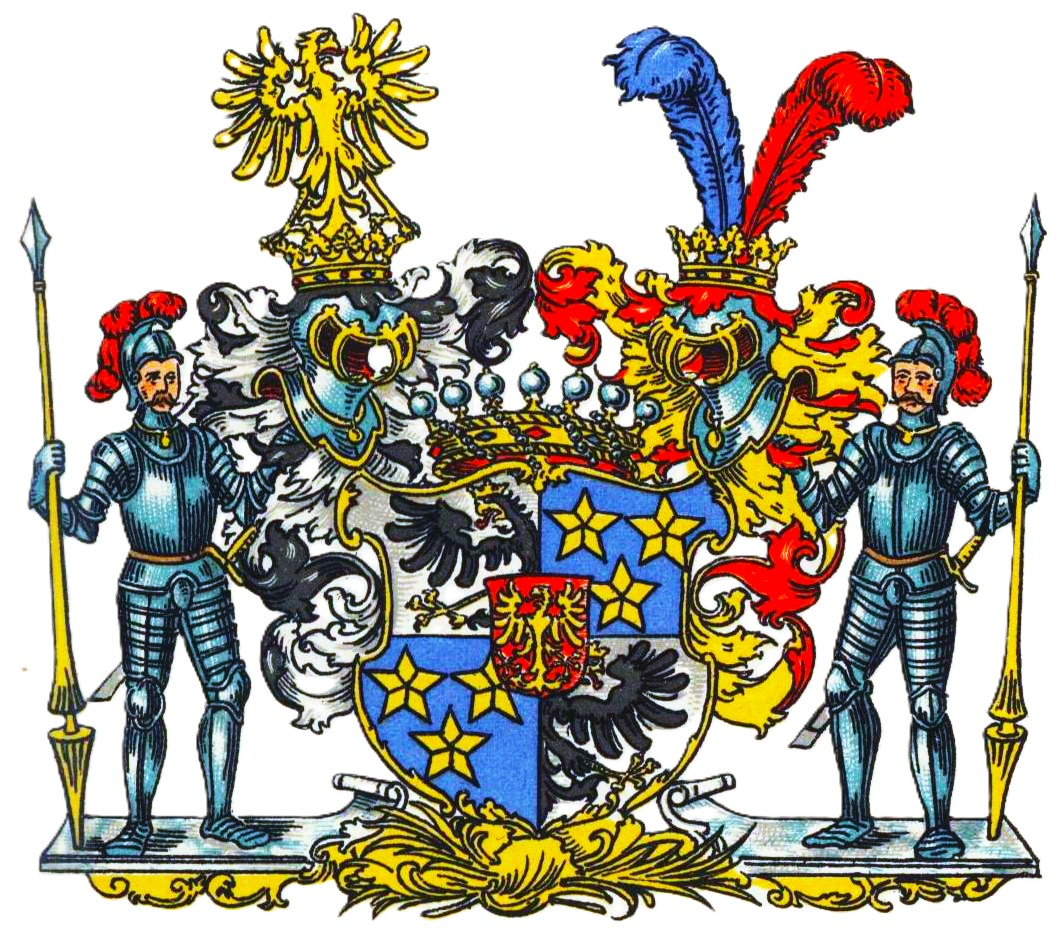
Wappen der Grafen von Rittberg im Wappenbuch des Westfälischen Adels

## Bekannte Namensträger
- Aurel von Rittberg (1827–1902), Kammerherr, Fideikommissherr auf Schloss Modlau, Gutsherr auf Würchwitz, Karitsch, Pudel und Druse, Hauptmann a. D.
- Alicia von Rittberg (* 1993), deutsche Schauspielerin
- Arnold Goswin von Rittberg (1680–1751), preußischer Generalmajor
- Georg von Rittberg (1898–1973), deutscher Offizier, zuletzt Generalleutnant im Zweiten Weltkrieg
- Hedwig von Rittberg (1839–1896), deutsche Krankenschwester
- Heinrich Georg Eduard Graf von Rittberg (1789–1866), Landrat im Kreis Stuhm und im Kreis Deutsch Krone und MdA
- Heinrich von Rittberg (1823–1897), deutscher Verwaltungsbeamter, Rittergutsbesitzer und Parlamentarier
- Karl-Heinrich von Rittberg (1914–1945), Oberstleutnant, vom NS-Regime hingerichtet[9]
- Ludwig von Rittberg (1797–1881), Jurist und Reichstagsabgeordneter
- Oswald von Rittberg (1832–1908), Rittergutsbesitzer, Landrat von Ueckermünde und Mitglied des Deutschen Reichstags